# Marcia Strassman
Marcia Ann Strassman, född 28 april 1948 i New York, New York, död 24 oktober 2014 i sitt hem i Sherman Oaks, Kalifornien (bröstcancer), var en amerikansk skådespelerska och sångerska som var mest känd för att ha haft roller i TV-serier och filmer som M*A*S*H, Welcome Back, Kotter och Älskling, jag krympte barnen.

## Filmografi (urval)
- 1967 – Brottsplats: San Francisco (TV-serie) (1 avsnitt)
- 1972–1973 – M*A*S*H (TV-serie) (6 avsnitt)
- 1975–1979 – Welcome Back, Kotter (TV-serie) (94 avsnitt)
- 1978 – Fantasy Island (TV-serie) (1 avsnitt)
- 1978 – Kärlek ombord (TV-serie) (1 avsnitt)
- 1979 – Rockford tar över (TV-serie) (1 avsnitt)
- 1982 – Magnum (TV-serie) (1 avsnitt)
- 1987 – Amazing Stories (TV-serie) (1 avsnitt)
- 1989 – Älskling, jag krympte barnen
- 1992 – Älskling, jag förstorade barnet
- 1993 – Spanarna 2
- 1996 – Highlander (TV-serie) (1 avsnitt)
- 1996 – Mord och inga visor (TV-serie) (1 avsnitt)
- 1997 – Baywatch (TV-serie) (1 avsnitt)
- 1997 – Rugrats (TV-serie) (röstroll, 1 avsnitt)
- 2001–2002 – Providence (TV-serie) (8 avsnitt)